# Paul Bancroft
Paul Andrew Bancroft (sinh ngày 10 tháng 9 năm 1994) là một cầu thủ bóng đá người Anh thi đấu ở vị trí tiền vệ ở Football League cho Derby County, Crewe Alexandra và Northampton Town.